# 2. Fliegerschul-Division
Die 2. Fliegerschul-Division war ein Großverband der Luftwaffe der Wehrmacht im Zweiten Weltkrieg.

## Geschichte
Die 2. Fliegerschul-Division wurde am 1. November 1943 in Neuruppin gebildet. Sie war erst dem Oberbefehlshaber der Luftwaffe und ab 1. Juli 1944 der Luftflotte 10 unterstellt. Ihr unterstanden diverse Schulgeschwader und Flugzeugführerschulen, in denen Luftwaffenangehörige ihre fliegerische Ausbildung absolvierten. Die Division bildete im November 1943 eine Einsatzgruppe/2. Fliegerschul-Division, bestehend aus einem Stab und drei Staffeln, die dem Fliegerführer 1 der Luftflotte 6 im Mittelabschnitt der Ostfront zur Verfügung standen. Diese lag von November 1943 bis März 1944 in Baranowitschi, von April bis Juli 1944 in Borissow, von Juli bis September 1944 in Gross-Schiemanen und von September bis Oktober 1944 auf dem Fliegerhorst Arys-Rostken. Am 4. Februar 1945 wurde die Division aufgelöst.

## Divisionskommandeur
| Dienstgrad      | Name               | Datum                                  |
| --------------- | ------------------ | -------------------------------------- |
| Generalmajor    | Rudolf Trautvetter | 1. November 1943 bis 30. November 1944 |
| Generalleutnant | Ulrich Buchholz    | 1. Dezember 1944 bis 4. Februar 1945   |

## Unterstellung
| Unterstellung                  | von              | bis             |
| ------------------------------ | ---------------- | --------------- |
| Oberbefehlshaber der Luftwaffe | 1. November 1943 | 1. Juli 1944    |
| Luftflotte 10                  | 1. Juli 1944     | 4. Februar 1945 |

## Unterstellte Verbände
| 3. Februar 1945 | |
| --------------- | --- |
| 3. Februar 1945 | Flugzeugführerschule A1; Flugzeugführerschule A3; Flugzeugführerschule A4; Flugzeugführerschule A9; Flugzeugführerschule A12; Flugzeugführerschule A41; Flugzeugführerschule B5; Flugzeugführerschule B6; Flugzeugführerschule B34; Flugzeugführerschule B38; Stab, I. und II./Schlachtgeschwader 102; Stab, I. und II./Jagdgeschwader 102; Stab, I. und II./Jagdgeschwader 107; III./Jagdgeschwader 103; II./Jagdgeschwader 108; I./Nachtjagdgeschwader 102 |